# Municipio de Monroe (condado de Guernsey)
El municipio de Monroe (en inglés: Monroe Township) es un municipio ubicado en el condado de Guernsey en el estado estadounidense de Ohio. En el año 2010 tenía una población de 747 habitantes y una densidad poblacional de 11,47 personas por km².

## Geografía
El municipio de Monroe se encuentra ubicado en las coordenadas 40°10′28″N 81°28′54″O / 40.17444, -81.48167. Según la Oficina del Censo de los Estados Unidos, el municipio tiene una superficie total de 65.1 km², de la cual 64,66 km² corresponden a tierra firme y (0,68 %) 0,44 km² es agua.

## Demografía
Según el censo de 2010, había 747 personas residiendo en el municipio de Monroe. La densidad de población era de 11,47 hab./km². De los 747 habitantes, el municipio de Monroe estaba compuesto por el 98,39 % blancos, el 0,54 % eran afroamericanos, el 0,4 % eran amerindios, el 0,13 % eran asiáticos, el 0,13 % eran de otras razas y el 0,4 % eran de una mezcla de razas. Del total de la población el 0,54 % eran hispanos o latinos de cualquier raza.